# الآنسة ماما (فلم)
الآنسة ماما فيلم أُنتج عام 1950 من بطولة محمد فوزي، وصباح.

## قصة الفيلم
يبحث الموسيقار منير يسري (محمد فوزي) عن صوت غنائي جديد. تتقدم نمرة (صباح) لاختبار الغناء ويعجب منير بصوتها، لكن نبيه (إسماعيل ياسين) مساعد منير يقوم بطردها خطأً ظنّا منه أن منير لا يريدها. تبدأ رحلة منير عن البحث عن نمرة، وفي المقابل تحاول نمرة لفت نظر منير إليها، وإلى صوتها.

## مصدر
صفحة الفيلم على قاعدة بيانات الأفلام العربية.

## وصلات خارجية
- مقالات تستعمل روابط فنية بلا صلة مع ويكي بيانات